# 이하나시의 마녀
이하나시의 마녀는 프라가리아가 제작한 어드벤처 게임이다. 마이크로소프트 윈도우 플랫폼으로 처음 개발돼 2022년 8월 20일 출시됐다. 이후 닌텐도 스위치, 엑스박스 원, 엑스박스 시리즈 X/S, 플레이스테이션 4 및 플레이스테이션 5로 이식됐다.
오키나와현의 외딴섬에서 가족에게 버림받은 전고등학생 니시메 히카루가 정체불명의 소녀 릴루와 조우해 동거하면서 발생한 사건을 다뤘다. 게임플레이 내에 분기점이 없이 선형으로 진행된다.

## 출시
켐코가 배급하는 콘솔 이식판이 일본서 닌텐도 스위치, 엑스박스 원, 엑스박스 시리즈 X/S, 플레이스테이션 4 및 플레이스테이션 5로 발매됐다. 가격은 2,860엔이다.

### 내용주
1. ↑  일본어: 이하나시의 마녀, 영어: The Witch of the Ihanashi

### 참조주
1. ↑  Sal Romano (2023년 4월 20일). “Romcom fantasy visual novel The witch of the Ihanashi coming to PS5, Xbox Series, PS4, Xbox One, and Switch on April 28 in Japan”. 《게마츠》. 2024년 5월 26일에 확인함.